# Janez Gorišek
Janez Gorišek (* 13. September 1933 in Ljubljana; † 21. März 2023) war ein jugoslawischer Skispringer, Architekt und Ingenieur.

## Werdegang
Seien Eltern stammen aus Šenternej in Unterkrain, wo er auch die Sommerferien verbrachte. Daher wird er von den Unterkrainern als einer der Ihren betrachten, was auch die Ehrenbürgerschaft von Šenternej erklärt, die er 2015 für seine Lebensleistung erhielt. Mit dem Skispringen begann er im Alter von 8 Jahren. Sein persönlicher Rekord lag bei 105 m, die er auf der Schanze in Planica erzielte.
Gorišek startete für Jugoslawien bei den Olympischen Winterspielen 1956 in Cortina d’Ampezzo und landete dort von der Normalschanze nach zwei Sprüngen auf 63,5 Metern auf Rang 50.
Nach dem Ende seiner aktiven Laufbahn studierte Gorišek Architektur und Ingenieurwesen an der Universität Ljubljana und betätigte sich nach Abschluss seines Studiums 1961 weltweit am Bau von Skisprungschanzen. Er war aber auch am Wiederaufbau der nach einem Erdbeben verwüsteten Stadt Skopje und Barca in Libyen beteiligt. Gemeinsam mit seinem Bruder Vlado hat er die Skiflugschanze in Planica projektiert. Nach dessen Tod arbeitet er mit seinem Sohn Sebastjan zusammen. Sein bekanntestes Bauwerk befindet sich mit der nach ihm und seinem Bruder Vlado (1925–1997) benannten Skiflugschanze Letalnica bratov Gorišek in Planica. Mit dieser riesigen Schanze erschufen sie erst die Voraussetzung für die neue Sportart des Skifliegens, den die FIS 1971 anerkannte.

## Arbeiten
- Heini-Klopfer-Skiflugschanze in Oberstdorf (Umbau/Renovierung)
- Kulm in Bad Mitterndorf (Umbau/Renovierung)
- Letalnica bratov Gorišek in Planica (Bau 1967–1969)
- Igman Olympic Jumps in Sarajevo (Bau 1982–1984)
- Große Olympiaschanze in Garmisch-Partenkirchen (Umbau/Renovierung 1987–1989)
- Kiremitliktepe in Erzurum (Bau 2009–2010)
- Vikersundbakken in Vikersund (Umbau/Renovierung 2010–2011)
- Letalnica bratov Gorišek in Planica (Umbau/Renovierung seit 2011)